# Cristina Possas
Cristina Possas de Albuquerque (nascida em 5 de junho de 1948) é uma cientista de saúde pública brasileira que trabalha com doenças infecciosas e doenças infecciosas emergentes a partir de uma perspectiva eco-social. No entanto, sua abordagem da complexidade do ecossistema social é bem diferente da abordagem eco-social quádrupla de Nancy Krieger de Harvard, e foi apresentada por ela em um artigo de 2001 no Brazilian Journal of Public Health Reports. Este artigo apresenta o conceito de “saúde social dos ecossistemas”, onde os ecossistemas são cada vez mais modificados pela atividade social humana, favorecendo o aparecimento de novas doenças, devido ao “transbordamento” de patógenos de animais para humanos, como ocorreu com o surgimento do HIV/AIDS e agora pandemias como a de COVID-19. Portanto, em sua opinião, o termo “social” deve preceder o prefixo “eco”   . Portanto, ela é conhecida por (a) desenvolver sua nova abordagem conceitual da epidemiologia social, incorporando o conceito econômico de heterogeneidade estrutural em um novo modelo epidemiológico projetado para identificar os perfis epidemiológicos de populações heterogêneas em diferentes níveis socioeconômicos e condições socioambientais que favorecem as doenças emergentes; (b) pesquisa sobre transição sanitária, mudança ecológica, sistemas complexos e surgimento de novas doenças. (c) contribuições para a política de saúde e reforma sanitária no Brasil. Ela foi a primeira pessoa a propor uma Reforma Sanitária no Brasil, nos moldes da Reforma Sanitária Italiana, em um Seminário realizado na ENSP/FIOCRUZ em outubro de 1985, que resultou na criação da Comissão Nacional de Reforma Sanitária e, posteriormente, no Sistema Único de Saúde - SUS. Sua reivindicação na ENSP/FIOCRUZ em 1985 por uma Reforma Sanitária que apoiasse um sistema nacional de saúde gratuito, público e universal expressou as aspirações de longa data de um movimento de profissionais de saúde e da sociedade brasileira desde a década de 1970 por uma mudança radical no modelo de atenção à saúde predominantemente privado. Seu pedido de Reforma Sanitária desencadeou um processo político nacional que resultou na criação do SUS incorporado à nova Constituição de 1988. Após sua palestra na ENSP/FIOCRUZ foi convidada pelo Ministério da Saúde e pelo então Presidente da Fiocruz, Sérgio Arouca, para ser a Coordenadora dos 8 Grupos Técnicos da Comissão Nacional de Reforma Sanitária (CNRS), cujo relatório final foi proposto aos Constituintes e resultou na criação e implantação do SUS nos diversos estados brasileiros.     
Ela é uma Takemi Fellow na Harvard University em Boston, onde por 10 anos ela tem sido uma Cientista Visitante e uma Fulbright Fellow. Desde 1976 é professora da FIOCRUZ no Rio de Janeiro, Brasil .

## Carreira
Mais informações: Saúde no Brasil e Ministério da Saúde (Brasil)
Como cientista da saúde pública brasileira que trabalha com doenças infecciosas de uma perspectiva eco-social , Cristina Possas de Albuquerque (Cristina Possas) trabalha como formuladora de políticas há muito tempo em estreita colaboração com cientistas de saúde pública e meio ambiente e com organizações civis de direitos humanos e justiça social.
Ela também é professora titular da FIOCRUZ no Brasil, onde em 1998 obteve seu doutorado em saúde pública, e onde agora faz pesquisa em doenças infecciosas e ministra um curso chamado "Metodologia Científica" nos Programas de Mestrado e Doutorado em Pesquisa Clínica em Doenças Infecciosas do INI/Fiocruz.
Ela também foi professora de Política de Saúde na Escola Nacional de Saúde Pública da Fundação Oswaldo Cruz, Brasil. Foi indicada em 1987 pelo Ministério da Saúde/Fiocruz para ser a Coordenadora Técnica Nacional de sete Grupos de Apoio à Reforma Sanitária no Brasil, cujas contribuições foram posteriormente incorporadas à nova Constituição Brasileira de 1988 na criação do SUS.
Por uma década, ela também foi Takemi Fellow na Harvard University, Visiting Scientist e Fulbright Fellow, e membro do Harvard New Diseases Group, coordenado pelo falecido Richard Levins e por Tamara Awerbuch-Friedlander, colaborando com eles e outros membros destacados do grupo no comitê organizador da Woods Hole Conference on New Diseases, com artigos com o grupo posteriormente publicados em um suplemento especial dos Annals of the New York Academy of Sciences nesta conferência e em outros periódicos.
Atua há mais de cinco décadas em diversos cargos nacionais e internacionais junto à comunidade científica e organizações da sociedade civil.
Em 2001 foi nomeada pelo Ministro da Ciência e Tecnologia, Secretária Executiva Nacional da Comissão Técnica Nacional de Biossegurança (CTNBio), responsável pela avaliação de projetos de OGM (Organismos Geneticamente Modificados) nas áreas de saúde, agricultura e meio ambiente. Também foi indicada pelo Ministro Coordenador do grupo responsável pela elaboração de um Código Nacional de Bioética para Manipulações Genéticas. Trabalhou na CTNBio com diversos interessados: Ministérios da Agricultura, Meio Ambiente e Saúde e organizações da sociedade civil dessas diversas áreas, o que envolveu intensos debates políticos sobre alimentos geneticamente modificados (transgênicos) e vacinas e medicamentos geneticamente modificados.
Também ocupou por 10 anos uma posição nacional como Chefe da Unidade de Pesquisa e Desenvolvimento do Programa Nacional de Aids no Brasil, Ministério da Saúde, apoiando pesquisas em universidades, institutos de pesquisa e ONGs, que tem sido reconhecida mundialmente como uma iniciativa de saúde pública de destaque com abordagens inovadoras para a pandemia de HIV/AIDS. Sua abordagem de pesquisa sempre se centrou no acesso gratuito e universal à prevenção e tratamento. Foi convidada pelo Diretor do Programa Nacional de Aids para conceber e criar uma nova e inovadora Unidade de Pesquisa e Desenvolvimento Tecnológico na estrutura do Programa, com apoio do Ministério da Saúde, Banco Mundial e ANRS. Também foi Coordenadora no Brasil do Site de Pesquisa da ANRS por 10 anos, em parceria com a Unidade de Pesquisa do Programa Brasileiro de Aids e recebeu medalha da instituição por sua coordenação, apoiada pelo coordenador francês da ANRS, Dr. Bernard Larouzé, neste período.
Ela deu entrevistas no rádio e na televisão sobre AIDS, Dengue e Zika .

## Experiências recentes
●      Professor Titular, FIOCRUZ (Fundação Oswaldo Cruz/Instituto Oswaldo Cruz), Brasil, 1985–presente.
Coordenou os Programas de Mestrado, Doutorado e Pós-Doutorado em Saúde Pública e Pesquisa Clínica em Doenças Infecciosas.
1. Chefe da Unidade de Pesquisa e Desenvolvimento Tecnológico, Programa Nacional de Aids, Ministério da Saúde, Brasil, 2002–2011.
2. Secretária Executiva Nacional, Comissão Técnica Nacional de Biossegurança (CTNBio), Ministério da Ciência e Tecnologia, Brasil, 2001–2002.
3. Cientista Visitante, Grupo de Novas Doenças, Escola de Saúde Pública de Harvard, 1994–2002.
4. Takemi Fellow em Saúde Internacional, Harvard School of Public Health, 1990–1994.
5. Bolsista Fulbright , Universidade de Harvard, 1990-1994.

## Educação
- 1991 – Pós-doutorado Internacional de Saúde, Harvard School of Public Health
- 1988 – Doutora em Saúde Pública, Escola Nacional de Saúde Pública, FIOCRUZ, rio de janeiro
- 1980 – Mestrado em Ciências Sociais, UNICAMP
- 1972 – Doutora em Psicologia, PUC-RIO

## Publicações selecionadas
● Keswani C, Possas C, Koukios E Viaggi D. Bioeconomia Agrícola: Inovação e Previsão na Era Pós-COVID, AP, Elsevier, 2021, v.1. p.1. ISBN: 9780323905695 (no prelo).
● Homma A, Possas C, Noronha J, Gadelha, P. [Vacinas e Vacinação no Brasil: Horizontes para os Próximos 20 anos] (eds.) 1ª. edição. Rio de Janeiro, 2020.
● Possas C. Larouze B. (eds.) 2013. Propriété intellectuelle et politiques publiques pour l'accès aux antirretroviraux dans les pays du Sud, ANRS, Collection Sciences Sociales et SIDA Países do Sul], ANRS, Coleção Ciências Sociais e AIDS].
● Castro, AC, Possas, C., Godinho, MM (orgs.) 2011. Propriedade intelectual em países de língua portuguesa: temas e perspectivas, E-papers.
● Homma, A., Possas, C. (eds.) 20. Estado da arte e prioridades para pesquisa e desenvolvimento em leptospirose. FIOCRUZ.
● Possas, C. 1989. Epidemiologia e Sociedade: Heterogeneidade Estrutural e Saúde no Brasil. Hucitec, São Paulo.
Possas, C. 1980. Saúde e Trabalho: a Crise da Previdência Social, [2ª edição em 1989]. Hucitec. [Vencedor do prêmio de honra da Sociedade Brasileira de Direitos Previdenciários em 1981 pelo melhor livro sobre Previdência Social].

## Prêmios e distinções
● 2017. Indicada pelo Ministério da Educação/Capes membro da Comissão Nacional para Prêmio de Melhor Tese de Doutorado em Medicina do país.
● 2015. Prêmio de Honra, Bio-Manguinhos/Fiocruz, III Seminário Anual.
● 2015. Bolsista LAPCLIN/AIDS, INI, FIOCRUZ.
● 2013. Nomeada pelo Prêmio Nobel Françoise Barré-Sinoussi membro de dois grupos de trabalho na Iniciativa da Sociedade Internacional de AIDS para a Cura do HIV.
● 2012. Nomeada pela FIOCRUZ/BioManguinhos coordenadora da pesquisa nacional sobre patentes de vacinas.
● 2011. Medalha da Agência Nacional Francesa (medalha do governo francês) de Pesquisa em AIDS e Hepatites Virais (ANRS) pela coordenação da ANRS local de pesquisa brasileira no Brasil.
● 2011. Placa de reconhecimento da ENSP-FIOCRUZ pela coordenação dos Programas de Pós-Graduação.
● 2011. Nomeada membro da diretoria do INCT-PPED (Instituto Nacional de Ciência e Tecnologia em Políticas Públicas, Estratégias e Desenvolvimento), Instituto de Economia da UFRJ.
● 2011. Bolsa de Pesquisa Financiada pelo Diretor, INI, FIOCRUZ.
● 2011. Nomeada pela Global HIV Vaccine Enterprise e WHO AIDS Vaccine Program membro do comitê organizador do Octave Workshop no Brasil sobre desenho e análise de ensaios de vacinas contra o HIV.
● 2009. Nomeada pelo Presidente da IAVI membro do Comitê Consultivo de Políticas da IAVI.
● 2002. Nomeada pelo Diretor do Programa AIDS, Diretora do Banco Mundial para o financiamento nacional à pesquisa do Ministério da Saúde do Brasil, Programa Aids III.
● 2001. Nomeada pelo Ministro da Ciência e Tecnologia, Coordenadora do Código Nacional de Bioética em Manipulações Genéticas, com financiamento ministerial.
● 2001. Nomeada pelo Ministro da Ciência e Tecnologia, representante brasileira na Reunião Intergovernamental do Protocolo de Biossegurança de Cartagena (ICCP-3), Convenção sobre Diversidade Biológica Haia, Holanda.
● 1993. Bolsa CNPq de Produtividade Científica.
● 1993. Nomeação para Cientista Visitante, financiada pela Universidade de Harvard.
● 1993. Membro, The New York Academy of Sciences.
● 1992. Takemi Fellow, Universidade de Harvard.
● 1991. Bolsa Fulbright, Universidade de Harvard.
● 1991. Bolsa Capes, Universidade de Harvard.
● 1990. Nomeada membro do conselho científico do CNPq, eleita pela comunidade científica em saúde pública.
● 1989. Bolsa FINEP (Financiadora de Estudos e Projetos), Coordenadora Nacional de Avaliação de Projetos Multicêntricos de Sistemas de Saúde, FIOCRUZ, RJ.
● 1987. Prêmio Lessa Bastos de melhor apresentação sobre Intoxicações e envenenamentos no Brasil, Sociedade Brasileira de Toxicologia.
● 1986. Nomeada pelo Ministro da Saúde, membro do Comitê Consultivo da 8ª Conferência Nacional de Saúde.
● 1984. Bolsa do governo italiano para especialização em epidemiologia ocupacional, Clínica del Lavoro. Università degli Studi di Milano.
● 1983. Bolsista Capes, Professora Visitante ENSP-FIOCRUZ.

## Fora de referências
- Entrevista, o Dr. Cristina Possas discute a AIDS, 16 de Dezembro de 2015

1. ↑  de Albuquerque Possas, Cristina. «Saude, medicina e trabalho no Brasil». Consultado em 29 de março de 2022
2. ↑  «Takemi program in international health: Fellowships Harvard School of Public Health, USA». Reproductive Health Matters (16). 193 páginas. Novembro de 2000. ISSN 0968-8080. doi:10.1016/s0968-8080(00)90268-4. Consultado em 29 de março de 2022